# Арсыгулова, Джумакалый
Джумакалый Арсыгулова (1922—1947) — первая профессиональная балерина Киргизской ССР, Заслуженная артистка Киргизской ССР (1945).

## Биография
Джумакалый Арсыгулова родилась в селе Белогорка нынешнего Сокулукского района в крестьянской семье. Из детей она была старшей.

### Творческая деятельность
В 1941 году окончила хореографическое училище в Ленинграде. В том же году дебютировала на сцене Киргизского театра оперы и балета во Фрунзе (тогда Киргизский музыкально-драматический театр) С этого времени она вела все главные партии в новых балетных представлениях театра, а также вошла в спектакли, поставленные незадолго до её приезда. Это были «Соперницы» П. Гертеля и «Коппелия» Л. Делиба. Она танцевала Сванильду («Коппелия»), главную роль в «Лауренсии». Репетировала Айдай в балете «Чолпон».

### Вклад в подготовку кадров национального балета
1 января 1940 г. с острой нуждой в кадрах профессиональных артистов балета,
при Кыргызском государственном ордена Ленина музыкальном театре, была открыта хореографическая студия на 30 учащихся, ставшая прообразом будущей балетной школы.
С началом Великой Отечественной войны состав хореографической студии пополнили эвакуированные педагоги и ученики Ленинградского хореографического училища.
Среди педагогов студии были опытные мастера советского балета — балетмейстеры и педагоги, заслуженные деятели искусств Киргизской ССР, В. В. Козлов, Л. М. Крамаревский, М. Б. Страхова, заслуженная артистка Киргизской ССР Дж. Арсыгулова, Г. Даниярова и другие .